# Arthur Foljambe, 2. Earl of Liverpool

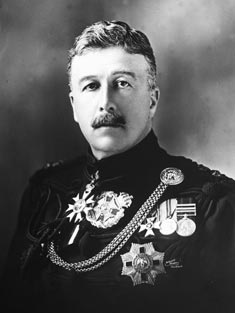
Arthur Foljambe, 2. Earl of Liverpool

Arthur William de Brito Savile Foljambe, 2. Earl of Liverpool GCB, GCMG, GBE, MVO, PC, JP (* 27. Mai 1870 in Compton Place, Eastbourne, Sussex; † 15. Mai 1941 in Cranwick Hall, Lincoln, Lincolnshire), zwischen 1905 und 1907 unter dem Höflichkeitstitel Viscount Hawkesbury bekannt, war ein britischer liberaler Politiker. Er war der 16. und letzte Gouverneur von Neuseeland, gleichzeitig der erste Generalgouverneur Neuseelands und vertrat damit das Staatsoberhaupt Georg V.

## Abstammung und frühes Leben
Foljambe wurde am 27. Mai 1870 in Compton Place bei Eastbourne in Sussex geboren. Er war der älteste Sohn und das einzige überlebende Kind von Cecil Foljambe, 1. Earl of Liverpool, und dessen ersten Frau, Louisa Howard, Tochter von Frederick John Howard. Von mütterlicher Seite stammte er von dem Architekten Richard Boyle, 3. Earl of Burlington, ab. Er erhielt seine Schulbildung am Eton College und auf dem Royal Military College Sandhurst. Anschließend trat er der Rifle Brigade bei und diente im Zweiten Burenkrieg. 1906 schied er im Range eines Captains aus dem Militärdienst aus.

## Politische Laufbahn
Foljambe erbte von seinem Vater 1907 den Titel Earl of Liverpool und seinen Sitz in der liberalen Fraktion des House of Lords. Im Juli 1909 hatte er in der liberalen Regierung 1905–1915 unter H. H. Asquit bis 1912 die Stellung des Comptroller of the Household inne. Am 19. Dezember 1912 wurde er in Nachfolge von John Dickson-Poynder, 1. Baron Islington, zum Gouverneur von Neuseeland ernannt. Am 28. Juni 1917 wurde dieses Amt zu dem eines Generalgouverneurs von Neuseeland aufgewertet. 1917 wurde er auch in den Privy Council berufen. Seine Amtszeit als Generalgouverneur wurde verlängert, damit ein Besuch des Prince of Wales in seine Amtszeit fiel. Er trat am 8. Juli 1920 als Generalgouverneur zurück und wurde am 7. Oktober 1920 zum Knight Grand Cross of the Order of the Bath (GCB) ernannt. Sein Amtsnachfolger wurde John Jellicoe, 1. Earl Jellicoe.
Während des Ersten Weltkrieges führte ein neuseeländisches Infanterieregiment, die New Zealand Rifle Brigade (Earl of Liverpool’s Own), seinen Titel. Diese wurde 1915 aufgestellt, diente in der New Zealand Division und wurde nach Kriegsende 1919 aufgelöst.

## Familie
Lord Liverpool heiratete 1897 Annette Louise Monck (1875–1948), Tochter von Henry Monck, 5. Viscount Monck. Die Ehe blieb kinderlos. 1918 wurde seine Frau zur Dame Grand Cross of the Order of the British Empire (GBE) ernannt. Lord Liverpool war von 1909 bis 1939 Eigentümer von Hartsholme Hall.
Er starb am 15. Mai 1941 mit 70 Jahren in seinem Haus Canwick Hall. Seine Titel gingen an seinen Halbbruder Gerald Foljambe über. Seine Frau starb im Mai im Alter von 73 Jahren.